# 宜华地产
宜华地产股份有限公司 （深交所：000150）是中国深圳证券交易所的一家上市公司，成立于1993年2月19日，业务范围包括：房地产开发与销售、经营、租赁；房屋工程设计、楼宇维修和拆迁，道路与土方工程施工；冷气工程及管道安装；对外投资；项目投资；资本经营管理和咨询。公司总股本为32400万股（2010年）。
公司总部位于广东省汕头市澄海区文冠路口右侧宜都花园，法人代表为刘绍生。